# Accident de Port-Sainte-Foy
L'accident de Port-Sainte-Foy est un accident survenu au passage à niveau no 395 dans la commune de Port-Sainte-Foy-et-Ponchapt en Dordogne le 8 septembre 1997 qui fit 13 morts et 43 blessés, dont 10 gravement brûlés. Plus grave accident de ce type en France, il est dû à la collision entre un autorail de type X 2100 et un camion-citerne chargé d'hydrocarbures.

## Déroulement
Le lundi 8 septembre 1997 vers 11 h 50, le train TER no 9796 en provenance de Bordeaux et à destination de Sarlat via Bergerac, assuré par l'X 2149, roule à la vitesse de 120 km/h environ. Au passage à niveau no 395 (passage à niveau du Noble, du nom du lieu-dit proche situé sur la commune voisine de Saint-Antoine-de-Breuilh) qui permet à la route départementale no 936 de traverser la ligne ferroviaire de Libourne au Buisson, il entre en collision avec un camion-citerne chargé de 31 tonnes d'hydrocarbures, sur le territoire de la commune de Port-Sainte-Foy-et-Ponchapt,, entre les gares de Saint-Antoine-de-Breuilh et de Sainte-Foy-la-Grande. Le choc entraîne l'inflammation des produits pétroliers de la citerne, déclenchant un incendie.

## Causes
La collision est due au non-respect de la signalisation routière du camion-citerne, qui ne s'est pas arrêté alors que les feux rouges du passage à niveau clignotaient et les barrières s'abaissaient. L'avocat du conducteur du camion estime que les circonstances ne sont pas claires, et que le conducteur a peut-être été victime d'un malaise. Le site était connu pour sa dangerosité, la route départementale décrivant un « S » pour franchir la voie ferrée. 70 accidents et trois collisions y avaient été enregistrés durant les dix années qui ont précédé cet accident, classant ce passage à niveau parmi les 200 plus dangereux de France. Certains syndicats de la SNCF avaient préconisé de ne franchir ce passage à niveau qu'à la vitesse de 30 ou 40 km/h,.

## Victimes
Le bilan de ce drame sera de 13 morts et 43 blessés, dont dix grièvement brûlés. Le conducteur de l'engin routier en restera tétraplégique partiel. Par son bilan, c'est le plus grave accident de passage à niveau et de transport de matière dangereuse jamais survenu en France,.

## Conséquences

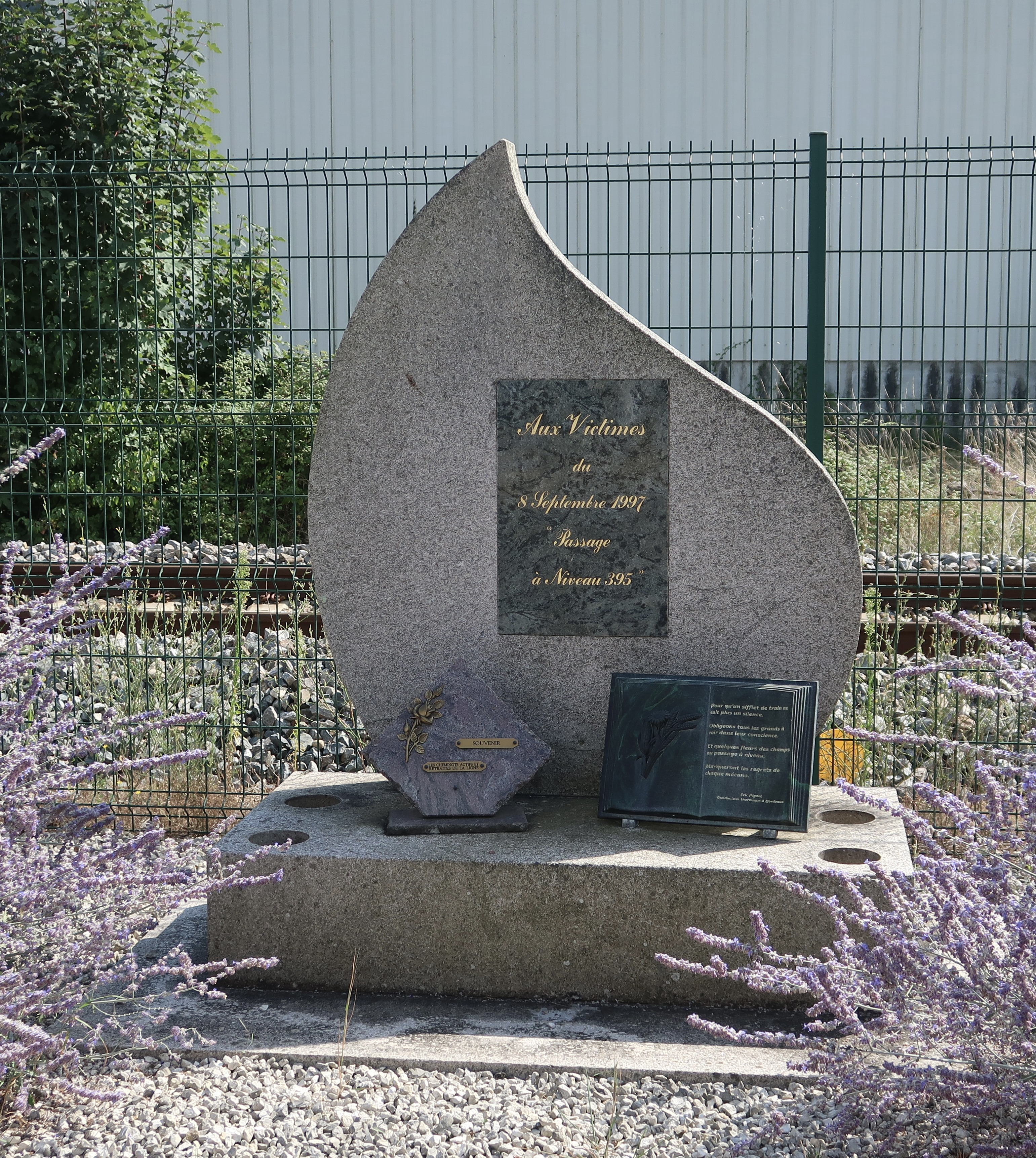
Mémorial.

À la suite de cet accident, une liste des passages à niveau qualifiés de « préoccupants » a été établie et en 2002, un objectif de suppression de 15 passages par an fut arrêté. Ce passage à niveau a finalement été remplacé par un pont-route en juillet 2001, près de quatre ans après les faits. Depuis cet accident, une cérémonie est organisée chaque 8 septembre devant la stèle du souvenir érigée « à l'endroit de l'ancien passage à niveau ».
Le procès qui s'est tenu en 2002 s'est conclu par la condamnation de Christian Le Breton, conducteur du camion, ancien maire d'Allemans-du-Dropt, et ayant 47 ans au moment des faits, à trois ans de prison avec sursis. Son employeur, Raymond Guionie, fut condamné à payer 404 000 euros aux parties civiles et la SNCF, un euro de dommages et intérêts.